# Лащі

варіант гербу Правдич

Лащі (Лящі) гербу Правдич — русько-польський шляхетський рід. Був представлений у Белзькому воєводстві. Каспер Несецький стверджував, що вони походили з Мазовії, до Белзщини перебралися після того, як князями тут стали князі Мазовії.

## Представники
- Іван (Ян) — підкоморій подільський 1453 року, староста зіньківський; Бартоломей Бучацький загинув разом ним у битві з татарами
  - Лазар з Тучап — ловчий белзький, староста тишовецький
    - Александер — підкоморій белзький 1567, каштелян черський 1580, староста ковельський, холмський, засновник міста Лащів
      - Ян — підкоморій белзький, староста тишовецький, холмський, крайчий двору королівни Анни; дружина — Анна Велопольська із Ґдова
        - Ян

    - Аґнешка — дружина белзького воєводи Дембовського
- Олександр — хорунжий белзький, дружина Софія з Корабчевських
  - Лящ Самійло
- Александер Міхал — каштелян та воєвода белзький[1]
  - Юзеф — канонік РКЦ
  - Маріанна — дружина Станіслава Потоцького

- Марцибелла — дружина Анджея Міхала Куропатніцького, донька брацлавського скарбника[2]

- Станіслав — войський городельський
  - Флоріан — засновник Флоріанува (тепер Наріль)[3]

- Стефан; у нього 1644 року Марек Лещковський (пол. Marek Leszczkowski) гербу Правдич купив село Сагринь.[4]